# Hans-Uwe Lammel
Hans-Uwe Lammel (* 13. Dezember 1952 in Burg bei Magdeburg) ist ein deutscher Medizinhistoriker.

## Leben
Nach dem Abitur 1971 in Berlin studierte er von 1974 bis 1980 Humanmedizin an der HU Berlin. Von 1980 bis 1994 war er Assistent am Institut für Geschichte der Medizin der Humboldt-Universität zu Berlin. Nach dem postgradualen Studium der Geschichte, Kunstgeschichte (18. und 19. Jahrhundert) und Philosophiegeschichte ist er seit 1994 Leiter des Arbeitsbereiches Geschichte der Medizin in Rostock. Seit 2006 ist er außerplanmäßiger Professor für Geschichte der Medizin an der Universität Rostock.

## Schriften (Auswahl)
- Nosologische und therapeutische Konzeptionen in der romantischen Medizin. Husum 1990, ISBN 3-7868-4059-8.
- Klio und Hippokrates. Eine Liaison littéraire des 18. Jahrhunderts und die Folgen für die Wissenschaftskultur bis 1850 in Deutschland. Stuttgart 2005, ISBN 3-515-08511-4.
- „Hippokrates in Rostock“. Antrittsvorlesungen der Medizinischen Fakultät 2007. Akademische Festveranstaltung in der Aula der Universität am 22. Mai 2007. Rostock 2008, OCLC 276169337.
- mit Gisela Boeck, Florian Detjens und Susi-Hilde Michael: Karriereentwürfe in der Zerreißprobe – Beispiele aus der Universität Rostock im Nationalsozialismus. Hamburg 2023, ISBN 3-339-13362-X.